# 羅氏短鯒
羅氏短鲬為輻鰭魚綱鮋形目牛尾魚亞目短鯒科的其中一種，分布於西印度洋區，從莫三比克南部至南非德班海域，棲息深度200-600公尺，體長可達24公分，為底棲性魚類，屬肉食性，生活習性不明。